# Valdir Benedito
Valdir Benedito (Araraquara, 25 oktober 1965) is een voormalig Braziliaans voetballer.

## Braziliaans voetbalelftal
Valdir Benedito debuteerde in 1991 in het Braziliaans nationaal elftal en speelde 3 interlands.